# Coffea humbertii
Coffea humbertii är en måreväxtart som beskrevs av J.-f.Leroy. Coffea humbertii ingår i släktet Coffea och familjen måreväxter. Inga underarter finns listade i Catalogue of Life.